# جبل العزب الحاجب (قفل شمر)

تعديل مصدري - تعديل

جبل العزب الحاجب هي إحدى قرى عزلة شمرين بمديرية قفل شمر التابعة لمحافظة حجة، بلغ تعداد سكانها 1109 نسمة حسب تعداد اليمن لعام 2004.